# 伊图伦
伊图伦（西班牙語：Ituren）是西班牙纳瓦拉的一个市镇。总面积16平方公里，总人口467人（2001年），人口密度29人/平方公里。